# Nova Prata
Nova Prata è un comune del Brasile nello Stato del Rio Grande do Sul, parte della mesoregione del Nordeste Rio-Grandense e della microregione di Guaporé. La città di Nova Prata è conosciuta come La Capitale Nazionale del Basalto.

## Amministrazione

### Gemellaggi
Cittadella, dal 2005